# Alexandre Arquillière
Alexandre Arquillière (ur. 1879, zm. 1953) – francuski aktor teatralny i filmowy.

## Wybrana filmografia
- L'Assommoir (1909)
- seria Zigomar (1911-1913)
- Tom Butler (1912)
- La Souriante Madame Beudet (1923)
- La Fin du jour (1939)